# Norrsjön (Söderby-Karls socken, Uppland, 664749-166396)
Norrsjön är en sjö i Norrtälje kommun i Uppland och ingår i Skeboån-Broströmmens kustområde. Sjön har en area på 0,097 kvadratkilometer och ligger 22,3 meter över havet.

## Delavrinningsområde
Norrsjön ingår i det delavrinningsområde (664870-166473) som SMHI kallar för Mynnar i 664974-166647. Medelhöjden är 24 meter över havet och ytan är 15,7 kvadratkilometer. Det finns ett avrinningsområde uppströms, och räknas det in blir den ackumulerade arean 27,49 kvadratkilometer. Vattendraget som avvattnar avrinningsområdet har biflödesordning 3, vilket innebär att vattnet flödar genom totalt 3 vattendrag innan det når havet efter 4,4 kilometer. Avrinningsområdet består mestadels av skog (47 procent), öppen mark (11 procent) och jordbruk (37 procent). Avrinningsområdet har 0,25 kvadratkilometer vattenytor vilket ger det en sjöprocent på 1,6 procent.